# 高西庆
高西庆（1953年9月1日—），男，汉族，陕西大荔人，中国律师、企业家，清华大学法学院教授，第十二届全国人民代表大会河南地区代表。曾担任中国投资有限责任公司（简称「中投」）总经理。

## 生平
高西庆1981年毕业于对外经济贸易大学，获法律硕士学位，随后就读美国杜克大学，于1986年完成法律博士。他是首个通过纽约州律师资格考试的中国人，1986至1988年间在华尔街律师事务所工作，其后返回中国，1999年7月加入中国证券监督管理委员会，参与证券市场改革。2003年2月，出任全国社会保障基理事会副理事长。2007年10月，中国投资公司成立，高西庆出任总经理，后于2014年2月卸任，并在同年7月加入清华大学法学院，担任全职教授。